# Сражение у Картахены
Сражение у Картахены (фр. Bataille de Carthagène), известно также как Сражение при мысе Гат — морское сражение, произошедшее 3 сентября 1643 года в Средиземном море, недалеко от испанского города Картахена и мыса Гат (Гата, исп. Cabo de Gata) между французским флотом адмирала маркиза Брезе и испанского, под командованием адмирала 3-го герцога Фернандина Гарсия Альварес де Толедо, в ходе франко-испанской войны 1635—1659 годов. Окончилось победой французского флота.

## Предыстория
После серии побед в 1641 и 1642 годах французский флот доминировал в западной части Средиземного моря. Франция также контролировала большую часть Каталонии после каталонского восстания. В то время испанский флот не решился показаться у каталонского побережья. В 1643 году французский адмирал Жан Арман де Майе-Брезе отплыл на юг, чтобы найти и уничтожить испанский флот и расширить господство французского флота в Средиземноморье.

## Ход сражения
Французский флот в составе 20 линейных кораблей, 2 фрегатов и 12 мелких судов (брандеров), всего 7000 человек и около 1000 орудий, вышел в конце июля из Тулона и направился к Кадису. На широте Барселоны он захватил 5 испанских кораблей и подошел 3 августа к Картахене. Заметив несколько военных и коммерческих судов, Брезе намеревался атаковать их, но меры обороны, принятые испанцами, и свежий западный ветер заставили его лавировать далее на юго-запад. Из-за неблагоприятного направления ветра Брезе стал 3 сентября на якорь у мыса Гат и вечером увидел испанский флот, шедший из Кадиса в составе 20 кораблей и 6 галер, всего 5000 человек и около 900 орудий.
Снявшись немедленно с якоря, Брезе, воспользовавшись советами старого эскадренного начальника де Гутта (des Gouttes), так удачно маневрировал, что вынудил испанцев принять бой. 4 сентября в 7 часов утра он решительно атаковал их. 50-пушечный «Адмирал Неаполя» был сожжен. Корабль вице-адмирала Кастилии был взят на абордаж, как и еще один галеон. Взорвался 35-пушечный корабль «Дюнкерк». После 12-и часового кровопролитного боя испанцы в беспорядке отступили и направились к Картахене, где укрылись. 8 разбитых артиллерией кораблей затонули при входе в порт. Потери испанцев составили 1400 человек убитыми и ранеными, 600 пленными. Потери французов 600 убитых и раненых.
Победа при мысе Гат позволила французам установить полное господство над западным бассейном Средиземного моря. Таким образом, всякая торговля между Испанией и Италией стала невозможной. Только в 1646 году испанский флот решился выйти из своих портов и перейти к активным действиям.